# Plateau von Langres
Das Plateau von Langres ist eine geologische Formation in Frankreich und nimmt den Großteil des Départements Haute-Marne in der Region Grand Est ein. Es besteht überwiegend aus Kalkstein und spielt aufgrund seiner Lage die Rolle des größten Wasserspeichers in Zentralfrankreich. Hier entspringt eine Vielzahl von Flüssen, insbesondere
- Aube
- Maas
- Marne
- Seine

Seine insgesamt geringe Höhe von 300 bis 400 Metern nimmt nach Südosten zu. Der dortige Rand des Plateaus bildet einen steilen Abbruch gegen das Saône-Tal hin.
Das Plateau bildet einen Teil der Europäischen Hauptwasserscheide, die sich über die Monts Faucilles in Richtung Osten fortsetzt.
Das kontinentale Klima zeichnet sich durch kalte, lange Winter sowie warme, kurze Sommer aus. Die Westwinde überwiegen und bringen reichlich Niederschläge. Das Plateau von Langres ist eine reich bewaldete Region mit geringer Bevölkerungsdichte, die sich speziell auf die Täler und fruchtbaren Zonen konzentriert.
An der Grenze zwischen den Départements Haute-Marne und Côte-d’Or liegt der 11. und neueste Nationalpark Frankreichs, der Nationalpark Forêts. Er ist dem Erhalt der Wälder auf dem Plateau von Langres gewidmet.
Als Namensgeber für das Plateau fungiert die Stadt Langres.